# Anna Gavalda
Anna Gavalda (Boulogne-Billancourt, 9 december 1970) is een Franse journaliste en schrijfster van novelles en romans voor volwassenen en jeugd.
Anna Gavalda groeide op in een buitenwijk van Parijs. In 1992 ontving ze de Prix du Livre Inter voor haar boek La plus belle lettre d'amour. Terwijl ze werkte als docente publiceerde ze haar eerste verzameling van novelles in 1999 onder de titel Je voudrais que quelqu'un m'attende quelque part, waarvoor ze in 2000 de Grand Prix RTL-Lire in ontvangst nam. Het boek werd een  bestseller, het werd in 27 landen gepubliceerd en er zijn ten minste 1.885.000 exemplaren van verkocht. Het is in het Nederlands vertaald onder de titel Ik wilde dat er ergens iemand op mij wachtte.
Gavalda schreef nog meer bestsellers; Je l'aimais werd 1.259.000 maal verkocht en Ensemble, c'est tout ging 2.040.000 maal over de toonbank. Beide laatste boeken zijn verfilmd.
Naast het schrijven van boeken werkt Gavalda eveneens voor het blad Elle. Ze is gescheiden, heeft twee kinderen en woont in Melun, een stad ongeveer 50 km ten zuidoosten van Parijs.